# Lothar Krieg
Pour les articles homonymes, voir Krieg (homonymie).
Lothar Michael Krieg (né le 10 décembre 1955 à Darmstadt) est un athlète allemand spécialiste du 400 mètres et du relais de quatre fois la même distance.

## Carrière

### Palmarès
| Date | Compétition                | Lieu       | Résultat | Épreuve    | Performance   |
| ---- | -------------------------- | ---------- | -------- | ---------- | ------------- |
| 1976 | Jeux olympiques d'été      | Montréal   | 3e       | 4 × 400 m  | 3 min 01 s 98 |
| 1977 | Coupe du monde des nations | Düsseldorf | 1er      | 4 × 400 m  | 3 min 01 s 34 |
| 1978 | Championnats d'Europe      | Prague     | 4e       | 400 mètres | 46 s 22       |

### Records
| Épreuve    | Performance | Lieu | Date |
| ---------- | ----------- | ---- | ---- |
| 400 mètres | 45 s 64     | —    | 1976 |